# Republic F-84F Thunderstreak
Republic F-84F Thunderstreak var en Amerikansk-bygget turbojet jagerbomber med pilformede vinger. Selv om flyet var planlagt som en videreudvikling af den ligevingede Republic F-84 Thunderjet, endte F-84F med at være et nyt design. RF-84F Thunderflash var en fotorekognoscerings-version af det samme fly.

## Design og udvikling
I 1949 blev der lavet en version med pilformede vinger, i håbet om at F-84 kunne bringes til at yde det samme eller mere end F-86. Den sidste F-84E fra samlebåndet blev forsynet med en tilbagestrøget hale, en ny vinge hvor forkanten var tilbagestrøget 38.5° og som havde 3.5° anhedral (vingerne bøjet let nedad) samt en J35-A-25 jetmotor der leverede 5.300 pound-force (23,58 kN) trykkraft. Flyet fik navnet XF-96A. Det fløj første gang 3. Juni 1950 med Otto P. Haas i førersædet. Selv om flyet kunne nå op på 602 knob (693 mph, 1.115 km/t), var forbedringen i forhold til F-84E temmelig ringe. Ikke desto mindre blev flyet sat i produktion i Juli 1950 under navnet F-84F Thunderstreak. 'F-84'-navnet blev bibeholdt, eftersom man forventede at flyet ville være en billig forbedring af den retvingede Thunderjet, med over 55% af produktionsværktøjerne til fælles med den tidligere model.
USAF håbede at en mere kraftig motor kunne give en bedre ydelse ved stor flyvehøjde, og havde i mellemtiden fået arrangeret at den britiske Armstrong Siddeley Sapphire turbojetmotor kunne bygges i Staterne på licens under navnet Wright J65. For at få plads til den større motor, fik både YF-84F med den britiske Sapphire, såvel som produktions-F-84F med J65, et vertikalt strakt skrog, hvor luftindtaget fik et ovalt tværsnit. Forsinkelser i produktionen af F-84F tvang USAF til at bestille et antal retvingede F-84G som en nødløsning.
Produktionen rendte hurtigt ind i problemer. Selvom man havde forventet et 55% overlap af produktionsværktøjerne med Thunderjet, kunne man reelt kun genbruge 15% af værktøjerne. For at gøre tingene værre, var vingernes spær og ribber udstansede og presset i form. På det tidspunkt var der kun tre presser i USA der kunne håndtere disse dele, og Boeing B-47 Stratojet bomberen - som skulle bruge de samme presser - havde fået højere prioritet end F-84F. YJ65-W-1 motoen blev betragtet som forældet og den forbedrede J65-W-3 var ikke til rådighed før 1954. Da de første produktionsfly endelig kom på vingerne den 22. November 1952, var de forskellige fra de fly der havde gennemgået militærets testprogram. De havde f.eks. en ændret hood der åbnede opad og bagud, i stedet for at blive skubbet lige bagud, såvel som luftbremser på siden af kroppen i stedet for under bunden af flyet. Flyet var i begyndelsen ikke tjenesteegnet på grund af problemer med kontrol og stabilitet. De første 275 fly, som var udstyret med en konventionelt haleplan/højderor, led under stærkt uheldige stallegenskaber og manglende manøvredygtighed ved kamphastighed. Fra Blok-25 kom problemerne under kontrol med indførelsen af en hydraulisk styret stabilator (sammenbygget haleplan og højderor ). Et antal fly fik også eftermonteret spoilere for at forbedre styringen ved høj fart. Som følge af vanskelighederne blev F-84F først erklæret tjenestedygtig den 12. Maj 1954.
Thunderstreak led af de samme dårlige startegenskaber som de ligevingede Thunderjet, på trods af den kraftigere motor. Reelt blev næsten 700 punds trykkraft (3,11 kN) eller ti procent af den totale trykkraft tabt fordi J65-motoren var installeret i en vinkel, og der var et prominent 'knæk' på udstødningen. På en varm dag var det nødvendigt med 7.500 fod (2.285 m) kørsel på startbanen, før flyet ville lette. Den typiske fart ved takeoff var 160 knob (185 mph, 300 km/t). Ligesom Thunderjet fløj Thunderstreak excellent ved marchfart, og ville opføre sig forudsigeligt så længe dets grænser ikke blev overskredet. Og lige som sin forgænger ville F-84F opføre sig særdeles brutalt, hvis maksimalfarten blev overskredet: næsen ville tvinges hårdt i vejret ("accelerated stall pitch-up") hvilket ofte rev vingerne af flyet. Flyets spinegenskaber var også uheldige - det var næsten umuligt at hente ud af et spin. Kom højden under 10.000 fod (3.000 m) i et spin, var pilotens eneste chance for redning at skyde sig ud med katapultsædet.

### Thunderflash
Den anden YF-84F prototype blev fremstillet med motorens luftindtag placeret i vingerødderne. Disse luftindtag blev ikke anvendt i jagerversionen, da de gav anledning til et vist tab af trykkraft. Derimod gav dette arrangement plads til at placere kameraer i flyets næse, og placeringen blev anvendt i RF-84F Thunderflash rekognoscerings versionen. De første YRF-84F blev færdige i Februar 1952. Flyet beholdt en bevæbning på fire maskingeværer og kunne bære op til femten kameraer. Nye opfindelser blev indbygget, f.eks. computeriserede indstillinger af kameraerne for at kompensere for lys, fart og flyvehøjde, et periskop der skulle give piloten et bedre udsyn til målet, og en båndoptager der lod piloten indtale sine observationer. Da flyet i det store og hele var identisk med F-84F, led Thunderflash af de samme produktionsforsinkelser og motorproblemer, og kunne derfor først træde i tjeneste i Marts 1954. Flyet blev taget ud af aktiv tjeneste i 1957, blev re-aktiveret i 1961, og udtrådte endeligt af tjenesten fra Air National Guard i 1972.
Adskillige modificerede Thunderflashes blev benyttet i FICON projektet.

## Operationel historie
USAF blev færdige med at teste flyet i November 1954, og fandt at F-84F fungerede tilfredsstillende, og at det var betydeligt bedre end F-84G. Ikke desto mindre fik alle flyene flyveforbud på grund af motorproblemer tidligt i 1955. J65-motoren blev ved med at lide af motorstop i kraftig regn eller sne. Som følge af disse problemer, begyndte man at udfase F-84F næsten med det samme efter den var taget i tjeneste i 1954, og udfasningen var komplet i 1958. Forøgede spændinger i Tyskland i forbindelse med opførslen af Berlinmuren i 1961 resulterede i at hele flåden af F-84F blev genindkaldt. I 1962 fik alle flyene flyveforbud på grund af korrosion i nogle kontrolstænger. I alt blev 1.800 mandetimer brugt på at gøre flyene luftdygtige igen. De sidste fly udtrådte af tjeneste fra ANG i 1971 på grund af korrosion.
Den 9. Marts 1955 satte Lt. Col. Robert R. Scott rekord for flyvning mellem Los Angeles og New York i en F-84F Thunderstreak. Flyveturen var 2.446 miles (3.936 km) lang og blev udfløjet på 3 timer, 44 minutter og 53 sekunder.
Med fremkomsten af Republic F-105 Thunderchief fik Thunderstreak øgenavnet Thud's Mother (Thuds mor). Den tidligere F-84A havde været plaget af øgenavnet "Hog" ("Grisen", lidt pænt oversat) og F-84F "Super Hog" ("Supergrisen"), så F-105 endte med at blive kaldt "Ultra Hog" ("Ultragrisen").
16. August 1962 deltog to Tyrkiske F-84F Thunderstreaks i en af flyets meget få lufttræfninger. De nedskød to Irakiske Il-28 Beagle bombere der havde krydset den Tyrkiske grænse ved en fejltagelse, efter at have bombet Irakisk-kurdiske oprørere.
F-84F udtrådte fra aktiv tjeneste i 1964, og blev erstattet med North American F-100 Super Sabre. RF-84F blev erstattet med RF-101 Voodoo i USAF-enhederne, og Thunderflash blev sendt til tjeneste ved Air National Guard. Den sidste F-84F Thunderflash udtrådte fra tjeneste ved ANG i 1971. Tre RF-84F, pensioneret fra fra Grækenlands Luftvåben i 1991, var de sidste i aktiv tjeneste.

### Danmark
Flyvevåbnet fik ingen F-84F, men der ankom i alt 23 stk. RF-84F.
Man havde benyttet F-84G forsynet med T-33 tiptanke, hvor den ene af et sæt indeholdt fotoudstyr, men løsningen var ikke optimal. Der ankom 10 stk. RF-84F som våbenhjælp, og de blev taget i brug i 1957. Flyene blev devist ombygget i 1958-59 til britiske Vinten F.95 kameraer - de oprindelige amerikanske kameraer kunne ikke følge med til høj fart og lav flyvehøjde - og samtidigt fik flyene Martin-Baker katapultsæder, der gav piloterne bedre chancer ved udskydning i lav højde.
Der var problemer med vedligeholdelsen: våbenhjælpsflyene havde ikke fået særligt mange reservedele medleveret. I 1959-61 kunne kun få fly holdes flyveklare. Der blev indkøbt otte ekstra fly fra ANG i USA, det ene gik tabt under leveringen. Derudover blev der indkøbt fem fly fra det franske luftvåben.
Der var nu fly nok til normal drift. I 1970 begyndte Flyvevåbnet at skifte over til SAAB F-35 Draken, og med udgangen af 1971 udtrådte RF-84F af tjenesten.
RF-84F havde ikke tilstrækkelig motoreffekt. Navnlig på varme dage og med fulde droptanke var det vanskeligt at få flyet i luften. Der blev fortalt nogle drøje vitser om emnet, en af dem ville vide at flyet udelukkende kom i luften "fordi jorden er rund..." Der var dog enighed om at flyet var vel flyvende, når det først var kommet i luften.

## Varianter
YF-84F
To F-84F prototyper, oprindeligt kaldet YF-96.
F-84F Thunderstreak
Standardversionen med en Wright J65 motor. Tactical Air Command fly var forsynet med et særligt Low-Altitude Bombing System (LABS) for at kunne kaste atomvåben. 2.711 stk. blev bygget, heraf gik 1.301 til NATO-landene under våbenhjælpsprogrammet Mutual Defense Assistance Program (MDAP).
GRF-84F
25 stk. RF-84F blev ombygget til at blive båret og sendt på vingerne fra lastrummet på en GRB-36F bomber, som en del af FICON projektet. Flyene blev senere omdøbt til RF-84K.
RF-84F Thunderflash
Rekognosceringsudgave af F-84F, 715 stk. blev bygget.
RF-84K Thunderflash (FICON)
RF-84F med en indtrækkelig probe for at kunne låse sig til et GRB-36D moderfly. Flyet havde et haleplan, hvor tipperne var bøjet en del nedad (anhedral). 25 stk. omdøbt og ombygget fra RF-84F.
XF-84H
To F-84F blev ombygget til eksperimentalfly. De fik en Allison XT40-A-1 turboprop motor med 5.850 hk på akselen (4.365 kW), som drev en supersonisk propel. Flyet fik øgenavnet Thunderscreech på grund af dets ekstreme larm.
YF-84J
To F-84F blev modificeret til YF-84J prototyper med forstørrede luftindtag i næsen og et højere skrog, for at give plads til en General Electric J73 motor; YF-84J opnåede Mach 1.09 under vandret flyvning den 7. April 1954. Projektet blev aflyst på grund af de massive omkostninger ved at konvertere F-84F flystel.

## Operatører
Belgien
- Det Belgiske Luftvåben (nederlandsk: Luchtcomponent, fransk: Composante air) - 197 stk. F-84F, 34 stk. RF-84F i tjeneste fra 1955.

 Danmark
- Flyvevåbnet (23× RF-84F 1957–1971) [8]

 Frankrig
- Det franske luftvåben (fransk: Armée de l'air) - antal og type ukendt.

 Grækenland
- Grækenlands Luftvåben (Hellenic Air Force (HAF) græsk: Πολεμική Αεροπορία, Polemikí Aeroporía) - antal ukendt. De sidste RF-84F i tjeneste var græske.

 Holland
- Det hollandske luftvåben (nederlandsk: Koninklijke Luchtmacht, KLu) - 180 stk. F-84F og 24 stk. RF-84F i årene 1955–1970.

 Italien
- Italiens Luftvåben (italiensk: Aeronautica Militare; AM) - benyttede 194 stk. F-84F og 78 stk. RF-84F fra 1956 til 1974[9][10]

 Norge
- Det norske luftvåben (norsk: Luftforsvaret) - 35 stk. RF-84F i årene 1956–1970.

 Taiwan
- Taiwans Luftvåben (Republic of China Air Force (ROCAF), kinesisk: 中華民國空軍; pinyin: Zhōnghuá Mínguó Kōngjūn) - antal og type ukendt.

 Tyrkiet
- Tyrkiets Luftvåben (tyrkisk: Türk Hava Kuvvetleri) - antal og type ukendt.

 Tyskland
- Tysklands Luftvåben (Luftwaffe) - 450 stk. F-84F, 108 stk. RF-84F i tjeneste fra 1956–1967.

 USA
- United States Air Force og øvrige lufttjenester - 1496 stk. F-84F, 388 stk. RF-84F fløjet i årene 1952–1972.

## Udstillede fly
Der er temmelig mange overlevende Thunderstreaks udstillet. Listen er langt fra komplet.
Belgien
- 1 stk. - Balen-Keiheuvel Aerodrome [11]
- 1 stk. - Beverlo Air Base [12]

Italien
- F-84F nr. 53-6892
- RF-84F nr. 52-7458 - begge udstillet i Italiens Luftvåbensmuseum, Vigna di Valle nær Rom.

Norge
- RF-84F nr. 51-7055 - Under restaurering på Air Force Training Center i Kjevik.
- RF-84F nr. 51-17045 - Flyhistorisk Museum, Sola, Stavanger Lufthavn, Sola.[13]
- RF-84F nr. 51-17053 - Forsvarets flysamling Gardermoen, Oslo Lufthavn, Gardermoen nær Oslo.[14]

Polen
- F-84F nr. 52-7157 (Ex-Belgisk) - Det Polske Flyvemuseum, Kraków.[15]

Rusland
- F-84F nr. ?-3033 (Ex-Belgisk) - Teknisk Museum, Moskva.

Storbritannien
- F-84F nr. 52-6541 - North East Aircraft Museum, Sunderland.[16]

Tyrkiet
- F-84F nr. 51-1901 og 52-8733 - Istanbuls Flymuseum.[17]
- F-84F nr. 52-8941 - Udstillet i Istanbul Atatürk Lufthavn, İstanbul.[18]

USA
- XF-84F nr. 49-2430 - National Museum of the United States Air Force, Dayton, Ohio.[19]
- Der er udstillet over 50 stk. F-84F Thunderstreak og RF-84F Thunderflash over hele USA. Nogle er privatejet, andre på museer og atter andre står portvagt på forskellige flybaser. Det vil komme for vidt at forsøge på at opliste dem alle her.

## Uheld og hændelser
- 4. April 1957 døde Kaptajn Richard W. Higgins fra USAF nær Fürstenfeldbruck Air Base, efter at have benyttet katapultsædet i for lav højde. Flyet var et af Luftwaffes første F-84F.

- I Juni 1957 overlevede Col. George "Bud" Day en nul-højdes udskydning med katapultsædet, selv om faldskærmen ikke nåede at folde sig ud. Hans F-84 havde en motorbrand på flybasen i Storbritannien.[20]

- Den 29. August 1961 klippede en fransk F-84F kablet til en svævebane på Mont Blanc; kabinen styrtede ned og dræbte seks personer, og 81 strandede personer måtte reddes ned fra bjerget. Piloten var på en rekognosceringsopgave og var ikke klar over at der var sket noget, før han fik det at vide ved landingen.[21]

- Den 14. September 1961 fløj to vesttyske F-84F ind i østtysk luftrum på grund af en navigationsfejl, og landede i Berlins Tegel-lufthavn efter at have undveget et stort antal sovjetiske jagerfly. Hændelsen kom på et historisk vanskeligt tidspunkt under den kolde krig, kun en måned efter opførelsen af Berlinmuren.[22] Begge piloterne mistede deres flyvetilladelse, og flyene blev først skjult, senere begravet på flyvepladsen. Flyene blev genopdaget i 1970-erne.[23]

## Specifikationer (F-84F)
| Besætning:             | 1                          | Pilot                            |
| Længde:                | 43 ft 5 in                 | 13,23 m                          |
| Højde:                 | 14 ft 5 in                 | 4,39 m                           |
| Spændvidde:            | 33 ft 7 in                 | 10,24 m                          |
| Vingeareal:            | 325 ft²                    | 30,2 m²                          |
| Tomvægt:               | 13.830 lbs                 | 6.273 kg                         |
| Max. Takeoff vægt:     | 28.000 lbs                 | 12.701 kg                        |
| Motor:                 | Wright J65-W-3             | turbojet                         |
| Antal motorer:         | 1                          |                                  |
| Trykkraft:             | 7.200 lbf                  | 32,0 kN                          |
| Max. fart (Vne):       | 595 kn                     | 685 mph, 1.102 km/t              |
| Marchfart:             | 465 kn                     | 535 mph, 861 km/t                |
| Rækkevidde:            | 1.435 NM                   | 1.651 mi., 2.658 km              |
| Max.flyvehøjde:        | 46.000 ft                  | 14.021 m                         |
| Stigehastighed:        | 8200 ft/min                | 2499 m/min                       |
| Bevæbning:             | 6 stk. .50 BMG (12.7 mm)   | Browning M3 maskingeværer        |
|                        | Op til 6.000 lb            | 2.727 kg raketter eller bomber   |
|                        | eller 1 Stk. Mk.7          | Atombombe                        |
| Avionics (elektronik): | A-1CM eller A-4 kanonsigte | med APG-30 eller MK-18 måleradar |
|                        | AN/ARC-33 eller 34         | radio                            |
|                        | AN/APX-6 eller 6A          | IFF transponder                  |
|                        | AN/AR-6                    | radiokompas                      |
|                        | AN/APW-11 eller 11A        | radar                            |
|                        | AN/APN-21                  | TACAN                            |

## F-84F i medierne
Richard Bach, som skrev bestselleren Jonathan Livingston Seagull, var en Air National Guard F-84F pilot som blev aktiveret til tjeneste i Europe. Hans første bog, Stranger to the Ground, giver en detaljeret beskrivelse af hvordan det er at flyve en Thunderstreak på en operationel flyvning on natten og i dårligt vejr fra England til Frankrig.
F-84F fungerede som skuespillere, og agerede Nordkoreanske MIG-15 jagere i 1958-filmatiseringen af James Salters roman "The Hunters". Den kolde krig var stadigt i gang, og det var ikke muligt at få fat i sovjetiske fly til optagelserne. De blev malet mat grå, og fik en rød stjerne som nationalitetsmærke.